# Huset Sachsen-Coburg og Gotha-Koháry (katolske linje)
Huset Sachsen-Coburg og Gotha-Koháry er en sidelinje (den katolske linje) til det tyske fyrstehus Sachsen-Coburg og Gotha (egentligt en sidelinje til Sachsen-Coburg-Saalfeld).
Huset er af (protestantisk) tysk og (katolsk) ungarsk oprindelse. Da huset blev grundlagt i 1816, konverterede manden til den katolske tro, mens hustruen beholdt sin katolske tro.
Senere i 1800-tallet gik det belgiske kongehus også over til den katolske tro, men det var fortsat Koháry-slægten, der blev betegnet som den katolske linje af Huset Sachsen-Coburg og Gotha. Fra begyndelsen af 1900-tallet havde slægten ortodokse medlemmer i flere Balkan-lande.

## Katolske medlemmer

### Prinser af Sachsen-Coburg og Gotha-Koháry

#### Østrig-Ungarn
- Philip af Sachsen-Coburg og Gotha (født i Paris, død i Coburg)

#### Portugal
- Ferdinand 2. af Portugal,
- Peter 5. af Portugal,
- Ludvig 1. af Portugal,
- Karl 1. af Portugal,
- Ludvig Filip af Portugal,
- Emanuel 2. af Portugal,

## Prinser og prinsesser

### Portugal
- Duarte 3. Pio, hertug af Braganza (portugisk tronpædentent siden 1976)

### Huset Orléans-Braganza
- Gaston, greve af Eu,
- Pedro Gastão af Orléans og Bragança,
- Pedro Carlos af Orléans og Bragança,
- Maria da Glória af Orléans og Bragança og
- Isabelle af Orléans og Bragança, grevinde af Paris.

## Medlemmer fra Balkan

### Prinser af Sachsen-Coburg-Koháry

#### Bulgarien
- Ferdinand 1. af Bulgarien (katolik),
- Boris 3. af Bulgarien (ortodoks, gift med en katolik),
- Simeon Sachsen-Coburg-Gotha (ortodoks, gift med en tidligere katolik),

## Prinser og prinsesser

### Rumænien
- Ferdinand 1. af Rumænien (katolik),
- Carol 2. af Rumænien (ortodoks),
- Mihai 1. af Rumænien (ortodoks),

### Serbien
- Marie af Jugoslavien,
- Peter 2. af Jugoslavien,
- Alexander af Jugoslavien (ortodoks),
- Maria da Glória af Orléans og Bragança,
- Peter, arveprins af Jugoslavien,
- Filip Karađorđević af Jugoslavien,
- Aleksandar Karađorđević af Jugoslavien (født 1982).

### Grækenland
- Elisabeth af Rumænien (ortodoks græsk dronning i 1921).